# Placido Acevedo
Placido Acevedo Sosa´(* 23. Juni 1904 in Aguadilla; † 27. Februar 1974 in San Juan) war ein puerto-ricanischer Trompeter, Orchesterleiter und Komponist.
Acevedo lernte in seiner Jugend Trompete zu spielen und spielte in Kapellen u. a. bei Zirkus- und Stummfilmvorführungen. Mitte der 1920er Jahre ging er nach New York. Dort lernte er u. a. den Musiker Manuel Jiménez kennen, mit dem er später bei den Los Reyes dr la Plena zusammenarbeitete. Anfang der 1930er Jahre schloss er sich als Nachfolger des Trompeters  Mario Bauzá der Gruppe um die Kubaner Antonio Machín, Daniel Sánchez und Alejandro Rodríguez (später durch Cándido Vincenti ersetzt) an. Er nahm mit der Gruppe, die u. a. Moisés Simóns El manicero in mehreren lateinamerikanischen Ländern populär machte, mehrere Platten auf, bevor er 1937 nach Puerto Rico zurückkehrte.
Dort trat er zunächst wieder in Zirkusorchestern auf, bevor er sich dem Trio Los Ruiseñores Criollos (mit dem Sänger Félix Rodríguez dem Gitarristen Paquito Sánchez und Manuel Jiménez als zweitem Sänger und Gitarristen) anschloss. Die Gruppe hatte so großen Erfolg mit dem Titel Mayarí, dass sie sich 1938 in Plácido Acevedo y su Cuarteto Mayarí umbenannte. Acevedo fungiert nun nicht mehr nur als Trompeter, sondern auch als Songwriter dieser Gruppe.
Ab 1941 entstanden Aufnahmen wie Borinquen tierra de flores, Anamú, Pipí Gongolí und Dorotea la parrandera, und nachdem Jiménez durch Claudio Ferrer abgelöst worden war, Mi despedida, Yo soy del llano, La carta perdida und Déjame en paz. Zum Erfolg der mehr als 200 aufgenommenen Songs trug nicht zuletzt Acevedos Fähigkeit als Textdichter bei.
Das Mayarí-Quartett unternahm Tourneen durch Mittel- und Südamerika und die Karibik und wurde vom Instituto de Cultura Puertorriqueña unter Vertrag genommen. In den vierzig Jahren seines Bestehens trat es mit Musikern wie Chiquitín García, Perín Vázquez, Tito Henríquez, Payo Flores und Rafael Hernández Fanta auf.